# 清水彩子 (文部科学官僚)
清水 彩子（しみず あやこ）は、日本の文部科学官僚。

## 来歴
静岡県立浜松北高等学校、東京大学法学部卒業。東大法学部在学中に国家公務員一種試験（法律）に合格。2006年4月 文部科学省入省。大臣官房国際課。2009年7月 財務省主計局調査課調査主任。2010年7月 財務省主計局法規課調査主任。2011年7月 文部科学省初等中等教育局初等中等教育企画課企画係長。教育行政の今後の大きな方針を決める教育振興基本計画や、地方分権の流れのなかでの教育の規制改革、着任前に起きた東日本大震災を受けての復興の基本方針といった政府全体の方針について、初等中等教育行政としての全体の方針を踏まえ局全体をコーディネート。その後、同局幼児教育課専門職、教育課程課専門官。2016年8月よりカリフォルニア大学総長本部客員研究員。2018年4月 戸田市教育委員会教育政策室長兼事務局次長。2019年８月 文部科学省研究開発局環境エネルギー課長補佐。2021年８月 文部科学省初等中等教育局財務課長補佐。

## 略歴
- 2006年4月：文部科学省入省。大臣官房国際課。
- 2007年4月：文部科学省高等教育局国立大学法人支援課。
- 2009年4月：文部科学省高等教育局国立大学法人支援課専門職。
- 2009年7月：財務省主計局調査課調査主任。
- 2010年7月：財務省主計局法規課調査主任。
- 2011年7月：文部科学省初等中等教育局初等中等教育企画課企画係長。
- 2013年4月：文部科学省初等中等教育局幼児教育課専門職。
- 2013年12月：育児休暇。
- 2015年4月：文部科学省初等中等教育局教育課程課専門官。
- 2016年2月：文部科学省大臣官房人事課専門官。
- 2016年3月：育児休暇。
- 2016年8月：カリフォルニア大学総長本部客員研究員。
- 2018年4月：戸田市教育委員会教育政策室長 兼 事務局次長。
- 2019年8月：文部科学省研究開発局環境エネルギー課長補佐。
- 2021年8月：文部科学省初等中等教育局財務課長補佐。

## 著書
- 『カリフォルニア大学　ガバナンスと戦略　ー世界で最も卓越した公立研究大学群の競争性と多様性ー』（東信堂、2021年）